# Jim Broadbent
James "Jim" Broadbent (Lincoln, 24 de maig de 1949) és un actor anglès, guanyador d'un Oscar al millor actor secundari.

## Biografia
Jim Broadbent va néixer el 24 de maig de 1949 a Lincoln, Lincolnshire, fill de Doreen Findlay, escultora, i de Roy Laverick Broadbent, artista, dissenyador d'interiors, que havia creat un teatre - que portava d'altra banda el seu nom - en una antiga església metodista. Tenia una germana bessona, morta al néixer.
Els seus dos pares eren tots dos actors aficionats i havien fundat un grup d'actors. Jim Broadbent va anar a la Leighton Park School, una escola quàquer a Reading, abans d'anar a l'Acadèmia d'Art dramàtic i de Música de Londres.
La seva primera aparició al teatre data de 1976, quan participa en la creació d'una obra de Ken Campbell: Illuminatus, obra molt 'moderna', ja que no durava menys de 12 hores! Rodarà les seves primeres pel·lícules a partir de finals dels anys 1970 però la seva carrera arrancarà realment en els anys 2000, de resultes de la Copa Volpi a la millor Interpretació Masculina que obté al Festival Internacional de Cinema de Venècia de 1999 per al seu paper a Topsy-turvy de Mike Leigh, així com l'Oscar al millor actor secundari que guanya el 2002 per Iris. Enllaça llavors els èxits com Moulin Rouge i Harry Potter i el misteri del Príncep o Bridget Jones's Diary i Les Cròniques de Nàrnia: el lleó, la bruixa i l'armari. És al repartiment de Harry Potter i el misteri del Príncep i Harry Potter i les relíquies de la Mort de David Yates, on interpreta Horace Slughorn, un professor jubilat que té un secret molt important.
Està casat amb la pintora Anastasia Lewis.

## Filmografia
| Any  | Pel·lícula | Paper                     | Notes |
| ---- | --- | ------------------------- | --- |
| 1980 | Breaking Glass | Station Porter            | |
| 1981 | Els gossos de la guerra (The Dogs of War)                                                                               | Film Crew                 | |
| 1981 | Els herois del temps (Time Bandits)                                                                                     | Compere                   | |
| 1982 | Birth of a Nation | Geoff Fig                 | |
| 1983 | L'escurçó negre (Blackadder)                                                                                            | Don Speekingleesh         | "The Queen of Spain's Beard" |
| 1985 | Brazil | Dr. Jaffe                 | |
| 1985 | The Good Father | Roger Miles               | |
| 1985 | Happy Families (TV) | Dalcroix                  | |
| 1987 | Superman IV: The Quest for Peace                                                                                        | Jean Pierre Dubois        | |
| 1988 | Un conte de Nadal de l'escurçó negre (Blackadder's Christmas Carol) (TV)                                                | Príncep Albert            | |
| 1989 | Erik the Viking | Ernest the Viking         | |
| 1990 | Life Is Sweet | Andy                      | |
| 1992 | Un abril màgic (Enchanted April)                                                                                        | Frederick Arbuthnot       | |
| 1992 | The Crying Game | Col                       | |
| 1993 | Prince Cinders | Ugly Brother              | |
| 1994 | Bullets Over Broadway                                                                                                   | Warner Purcell            | |
| 1994 | La princesa Caraboo (Princess Caraboo)                                                                                  | Mr. Worrall               | |
| 1994 | El cim de les viudes (Widows' Peak)                                                                                     | Con Clancy                | |
| 1995 | Ricard III (Richard III)                                                                                                | Duc de Buckingham         | |
| 1995 | The Last Englishman | Alfred Wintle             | |
| 1995 | Encanteri a la ruta maia (Rough Magic)                                                                                  | Doc Ansell                | |
| 1996 | L'agent secret (The Secret Agent)                                                                                       | Inspector en cap Heat     | |
| 1997 | Els Borrowers (The Borrowers)                                                                                           | Pod Clock                 | |
| 1998 | Els venjadors (The Avengers)                                                                                            | Mare                      | |
| 1998 | Little Veu | Mr. Boo                   | |
| 1999 | Topsy-Turvy | W.S. Gilbert              | Copa Volpi al millor actor Nominat — BAFTA al millor actor                                                                                   |
| 1999 | Doctor Who: Curse of Fatal Death                                                                                        | Doctor                    | |
| 2001 | Bridget Jones's Diary                                                                                                   | Pare de Bridget           | |
| 2001 | Moulin Rouge! | Harold Zidler             | BAFTA al millor actor |
| 2001 | Iris | John Bayley               | Oscar al millor actor secundari Globus d'Or al millor actor secundari Nominat — BAFTA al millor actor                                        |
| 2002 | The Gathering Storm (TV)                                                                                                | Desmond Morton            | Nominat — Premi Emmy al millor actor – Minisèrie o telefilm Nominat — Globus d'Or al millor actor secundari – Sèries, minisèries o telefilms |
| 2002 | Gangs of New York | Boss Tweed                | |
| 2002 | Nicholas Nickleby | Mr. Wackford Sqeers       | |
| 2003 | Bright Young Things | Drunk Major               | |
| 2003 | The Young Visiters (TV)                                                                                                 | Alfred Salteena           | |
| 2004 | La volta al món en vuitanta dies (Around the World in 80 Days)                                                          | Lord Kelvin               | |
| 2004 | Pride | Eddie (veu)               | TV |
| 2004 | Vanity Fair | Mr. Osborne               | |
| 2004 | Vera Drake | Jutge                     | |
| 2004 | Bridget Jones: The Edge of Reason                                                                                       | Bridget's father          | |
| 2005 | Robots | Madame Gasket (veu)       | |
| 2005 | Valiant | Sergeant                  | (veu) |
| 2005 | Les Cròniques de Nàrnia: el lleó, la bruixa i l'armari (The Chronicles of Narnia: The Lion, the Witch and the Wardrobe) | Professor Kirke           | |
| 2006 | Free Jimmy | Igor Stromowskij          | Veu actor a la versió anglesa |
| 2006 | The Street (TV) | Stan McDermott            | |
| 2006 | Longford (TV) | Lord Longford             | Globus d'Or al millor actor dramàtic – Minisèries o Telefilm                                                                                 |
| 2006 | Art School Confidential                                                                                                 | Jimmy                     | |
| 2007 | Hot Fuzz | Inspector Frank Butterman | |
| 2007 | And When Did You Last See Your Father?                                                                                  | Arthur Morrison           | |
| 2008 | Indiana Jones i el regne de la calavera de cristall (Indiana Jones and the Kingdom of the Crystal Skull)                | Dean Charles Stanforth    | |
| 2008 | Einstein and Eddington (TV)                                                                                             | Sir Oliver Lodge          | |
| 2008 | Cor de tinta (Inkheart)                                                                                                 | Fenoglio                  | |
| 2009 | La reina Victòria | Rei Guillem IV            | |
| 2009 | The Damned United | Sam Longson               | |
| 2009 | Harry Potter i el misteri del príncep (Harry Potter and the Half-Blood Prince)                                          | Horace Slughorn           | |
| 2009 | Perrier's Bounty | Jim McCrea                | |
| 2010 | Another Year | Tom                       | |
| 2011 | Harry Potter i les relíquies de la Mort - Part 2                                                                        | Horace Slughorn           | |
| 2011 | The Iron Lady | Denis Thatcher            | Nominat − BAFTA al millor actor secundari |
| 2013 | The Great Train Robbery                                                                                                 | DCS Tommy Butler          | sèrie de televisió |
| 2017 | El sentit d'un final | Tony Webster              | |
| 2017 | Paddington 2 | M. Gruber                 | |